# Israel Keyes
Israel Keyes [ki:s], född 7 januari 1978 i Cove, Utah, död 2 december 2012 i Anchorage, Alaska, var en amerikansk seriemördare, våldtäktsman och bankrånare. Han begick en lång rad mord och våldtäkter mellan 1996 och 2012, året han greps. Keyes begick självmord i häktet.

## Biografi
Israel Keyes var son till Heidi och John Jeffrey Keyes, båda mormoner. Familjen levde avskilt från samhället och barnen var hemskolade. Keyes gjorde 1998–2001 militärtjänst i Fort Lewis i Washington, Fort Hood i Texas samt i Egypten. År 2007 bildade Keyes ett byggföretag i Alaska.
Keyes erkände för polisens utredare att han hade mördat fyra personer i delstaten Washington och en person i delstaten New York. Därutöver erkände han att han hade mördat en kvinna i New Jersey i april 2009 och begravt henne i närheten av Tupper Lake. Keyes medgav även att han hade mördat paret Bill och Lorraine Currier i Essex i Vermont. Han bröt sig in i deras bostad, band dem och körde dem till en övergiven bondgård. Keyes sköt först Bill, innan han sexuellt förgrep sig på Lorraine och därefter ströp henne. Parets kroppar har ännu inte påträffats.
Keyes sista kända offer var 18-åriga Samantha Koenig, som jobbade i Common Grounds kaffekiosk i Anchorage. Den 1 februari 2012 kidnappade han Koenig från hennes arbetsplats och stal hennes kontokort och mobiltelefon. Han skickade textmeddelanden till hennes pojkvän och arbetsgivare för att få det att framstå att hon var utom fara. Keyes förde sedan Koenig till ett förrådsskjul på egendomen där han bodde. Därpå förgrep sig Keyes på henne och kvävde henne till döds. Följande dag åkte Keyes med sin familj till New Orleans för att avsegla på en tvåveckors kryssning i Mexikanska golfen. Keyes återvände till Anchorage och skjulet den 17 februari 2012. Han skrev nu ett kravbrev med en lösensumma på 30 000 dollar för att han skulle släppa Koenig. Keyes gjorde i ordning Koenigs stelfrusna döda kropp. Han sminkade henne och sydde upp ögonlocken med fiskelina för att ge intryck av att hon levde. Keyes tog ett polaroidfoto på Koenig tillsammans med ett nummer av Anchorage Daily News från den 13 februari. Därefter kopierade han fotografiet och skrev kravmeddelandet på dess baksida. Keyes satte upp bilden och meddelandet på en anslagstavla vid ett hundrastningsområde och skickade ett textmeddelande till Koenigs pojkvän med instruktioner var han kunde hämta kravbrevet. Brevet togs om hand av Anchorages polisdistrikt. Under de följande dagarna styckade Keyes Samantha Koenigs lik och sänkte kroppsdelarna genom en vak i Matanuska Lake, norr om Anchorage. Under tiden satte Koenigs far in lösensumman på det konto som var kopplat till Samanthas kort. Polisen tänkte att man skulle spåra eventuella utdrag från kontot. Utdrag gjordes i Anchorage och senare i Arizona, New Mexico och Texas. Genom att studera filmer från övervakningskameror stod det snart klart att Keyes körde en vit Ford Focus. Keyes greps i Lufkin i östra Texas den 13 mars 2012. I bilen påträffades Samanthas mobiltelefon och bankkort.
Keyes utlämnades till Alaska, där han i förhör erkände mordet på Samantha Koenig. Rättegången var tänkt att inledas i mars 2013. Keyes begick självmord i häktet i Anchorage Correctional Complex den 2 december 2012; han hade skurit upp ena handleden och därtill strypt sig själv till döds. Keyes hade lämnat ett självmordsbrev, vilket bland annat innehöll "Ode to Murder". Några strofer lyder:
| ” | Your wet lips were a promise of a secret unspoken, nervous laugh as it burst like a pulse of blood from your throat. There will be no more laughter here. | „ |